# Sciapus exul
Sciapus exul är en tvåvingeart som först beskrevs av Octave Parent 1932.  Sciapus exul ingår i släktet Sciapus och familjen styltflugor. Inga underarter finns listade i Catalogue of Life.